# Riksförbundet Cystisk Fibros
Riksförbundet Cystisk Fibros (RfCF) är en intresseorganisation som arbetar för att stödja personer med Cystisk fibros eller Primär Ciliär Dyskinesi (PCD) - medfödda ärftliga sjukdomar som inte kan botas. 
RfCF bildades 1969 och har drygt 2 600 medlemmar. Det finns 12 föreningar som verkar på region-, läns- och kommunnivå i landet. Förbundet är medlem i Funktionsrätt Sverige. 
Förbundsordförande är sedan 2024 är Andreas Jarblad.